# 望城岗冶铁遗址
望城岗冶铁遗址，位于河南省鲁山县城南与张店乡望城岗村北之间。遗址自西汉至东汉时期，历时300余年。是第六批全国重点文物保护单位。

## 历史沿革
1945年，考古学家赵全嘏首次发现遗址，并撰写《魯山漢代治兜售廠遺址之發現與攷證》，发表于《史学杂志》。1952年，时任河南省文管会委员兼秘书的赵全嘏撰写《河南鲁山汉代冶铁厂调查记》，发表于《新史学通讯》1952年第七期。1963年6月20日，被河南省人民政府公布为第一批文物保护单位。2006年5月25日，选入第六批全国重点文物保护单位名单。2000年11月2日至2001年1月16日，为配合鲁山县城南望城岗冶铁遗址保护区北沿新辟鲁平大道的建设，鲁山县政府出资30万元组织进行抢救性发掘，由河南省文物局考古研究所、鲁山县文物办公室完成。2001年4月25日，《中国文物报》发表《中国冶铁史上又一重大发现》，介绍此次抢救性发掘情况及成果。

## 考古内容
该遗址是汉朝冶铁场所，原属张店公社的望城岗辖区，因此命名为望城岗冶铁遗址。北至鲁平大道，南至望城路；东西长900米、南北400米，面积达36万平方米。冶铁遗址的东半部有三个炉渣岗连接；西半部則是渣丘岗，周围地形平垣。岗内有大量的炉渣和残块，称之为“煤渣岗”；站在岗上可北望鲁山县，也称“望城岗”。望城岗遗址均为炉渣所覆盖，最深处达5-6米。遗址表面散存着大量矿石粉、青石、木炭、砂、陶片以及各种残范、炉底等冶铁铸造的遗物。遗址西部曾发现过成排的单个大型烧结炉底；遗址北部发现大量砂堆场地；遗址中部有大量冶铁炉底；遗址南部（在望城岗村后）除发现有许多小高炉烧结的炉底外，大路西侧还残存着半径为2.3米的小高炉，炉壁全为带砂质的耐火砖砌成。渠埂附近曾发现有大量的铲范、镢范、铧范。并发现刻有篆文“阳一”、“河口”、“六年”等陶铧范。另外，还发掘出一巨型冶铁炉，炉缸内径东西长4米，南北宽3米，为巨型汉朝冶铁炉。考古学家根据篆文判断为汉朝南阳郡的官营冶铁作坊。